# Giershagen
Giershagen ist ein Ortsteil der Stadt Marsberg im östlichen Sauerland mit rund 1300 Einwohnern und liegt etwa 410 m ü. NN. Die Fläche des Ortes beträgt 15,7 km². Das Dorf ist großteils umgeben vom Landschaftsschutzgebiet Freiflächen um Giershagen.

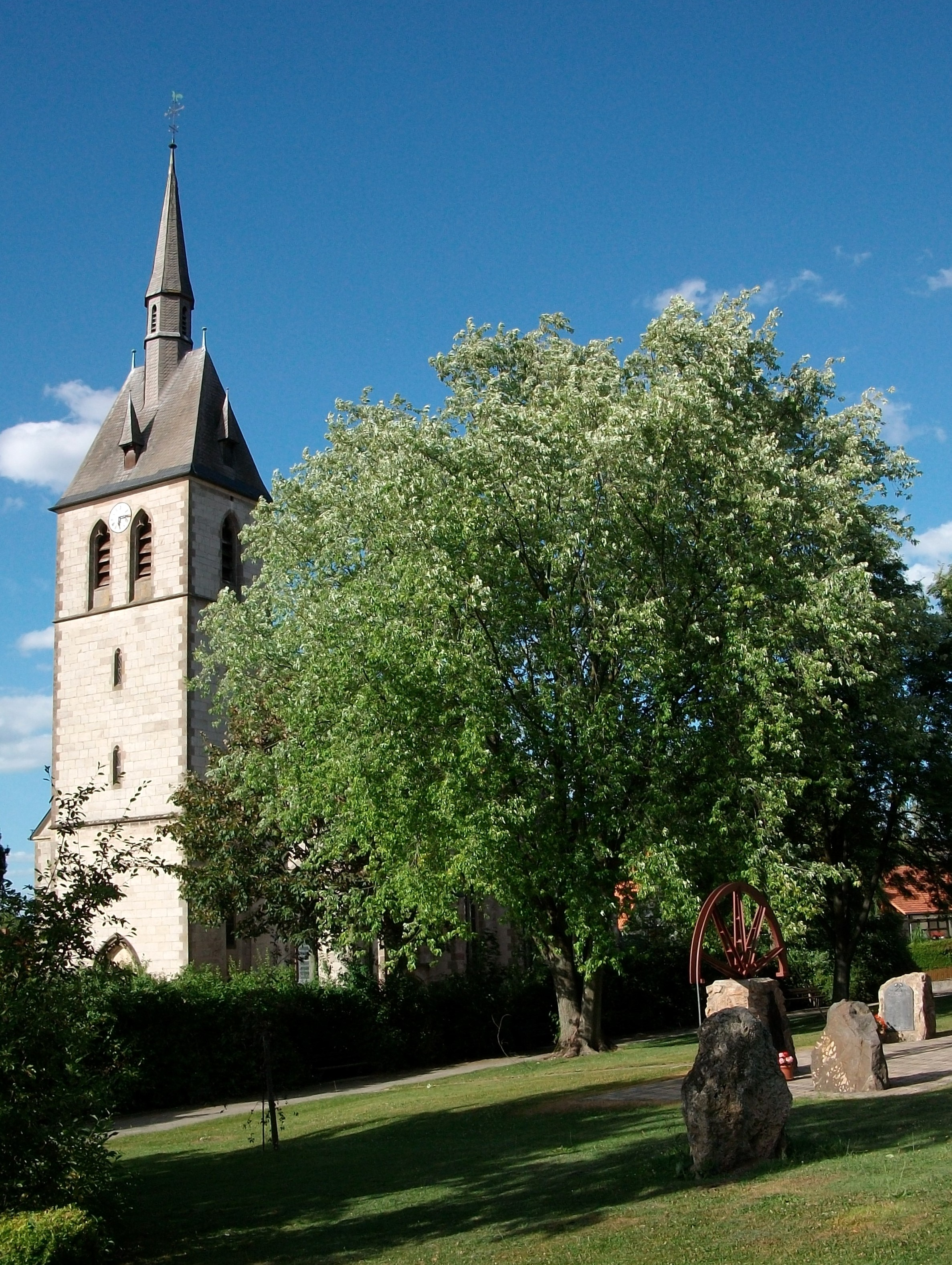
Katholische Kirche St. Fabian und Sebastian

## Geschichte

### Frühe Geschichte
Das Dorf Giershagen stellt die jüngere Bezeichnung für die älteren, wüst gewordenen Siedlungen Ober- und Niederupsprunge sowie von Teilen Esbikes und Ekesbikes dar. Diese Siedlungen dürften zwischen 500 und 800 gegründet worden sein.
Eine erste Urkundliche Erwähnung für die Siedlung Upsprunge datiert aus 948, als König Otto I. dem Grafen Haold verschiedene Güter im Ittergau, darunter auch das Gut Upspringun (auch Upspringung) schenkte.
Seit 1223 wird zwischen Ober- und Niederupsprunge unterschieden. Die damalige Wüstung Niederupsprunge ist in der Gegend um die Kluskapelle, Oberupsprunge als heutiger Ort Giershagen zu finden.

Siebenjähriger Krieg
Im Siebenjährigen Krieg kam es am Morgen des 5. August 1761 vor dem Kloster Bredelar zu einer kleinen Schlacht zwischen Truppen aus Frankreich und Preußen. Die Kämpfe verlagerten sich im Laufe des Tages Richtung Giershagen in den Bereich der Diemelbrücke. Die Franzosen mussten sich, vermutlich wegen Munitionsmangel, zurückziehen. Rund 350 Soldaten wurden bei der Schlacht getötet. Die Kluskapelle wurde stark beschädigt, u. a. wurde der Kirchturm zerstört. Noch 1932 fand man bei Straßenbauarbeiten im Bereich der Diemel zahlreiche Gräber von Soldaten.

20. Jahrhundert
Am 1. April 1900 verlor Giershagen ein Gebiet mit einer Fläche von 18,36 km2 zur Bildung der neuen Gemeinde Bredelar.

### Zweiter Weltkrieg
Mitte Februar 1945 wurde eine Abteilung der Organisation Todt nach Giershagen verlegt. Die Männer arbeiteten am Bau der Hydrieranlage Taube II bei Bredelar. Am Abend des 28. März und die ganze Nacht zogen vor der anrückenden US-Army fliehende Wehrmachts-Verbände durch das Dorf in Richtung Norden. Einige machten in der Nacht Quartier im Dorf. Ein Hauptmann starb an einer Verwundung und wurde am 1. April auf dem Dorffriedhof begraben. Als am 29. März das Anrücken der US-Truppen aus Richtung Adorf gemeldet wurde, rückten die letzten deutschen Soldaten Richtung Bredelar ab. Ein deutsches Fahrzeug wurde von einem US-Panzerspähwagen in Brand geschossen, die Fahrzeugbesatzung ergab sich unverletzt. Durch das Dorf rollten nun endlose Kolonnen von Panzern und anderen Fahrzeugen der Amerikaner. Das Ende der Kolonne scherte in Richtung Obermarsberg aus, da der Bahnübergang Bredelar von einem Zug versperrt war. Diesen Personenzug mit angehängtem Flakzug hatte die Spitze der US-Truppen von der Hoppeckebrücke aus unter Beschuss genommen und durch Treffer an der Lokomotive gestoppt. Bald wurden 600 gefangene Deutsche nach Giershagen zurückgebracht und bei Fobbes Hof ein Gefangenenlager eingerichtet. Darunter waren viele Sanitäter, Ärzte und Rotkreuzschwestern, welche sich im gestoppten Personenzug befanden. Auf Befehl der Amerikaner mussten viele Häuser innerhalb von zwei Stunden geräumt werden und wurden dann von ihnen genutzt. Zwei Zivilisten aus dem Dorf wurden irrtümlich verhaftet und kamen erst nach Wochen bzw. Monaten zurück. Am 1. April wurden die Gefangenen mit LKW nach Bredelar gebracht. Ab dem 17. April mussten 150 ehemalige Gefangene aus osteuropäischen Ländern in Giershagen untergebracht werden. Diese hatten schon seit Ende März in den Wäldern ums Dorf gelagert. Ausländer und Deutsche aus dem Dorf beteiligten sich an der Plünderung des Depots im Kloster Bredelar. Später mussten Deutsche deshalb Hausdurchsuchungen und Rückgabe der Plündergutes erleben. Am 28. Mai wurden die Ausländer im Dorf nach Hoppecke gebracht. Im Dorf kam es seit Kriegsende immer wieder zu Überfällen und Plünderungen durch ehemalige Gefangene. Eine aufgestellte Ortpolizei konnte dies nicht verhindern. Es wurden drei britische Soldaten im Dorf untergebracht, da das Dorf nun zur britischen Besatzungszone gehörte. Am Abend des 22. April erschien eine Truppe von 120 Männern, darunter SS-Leute, welche zum Werwolf gehören sollten und zog später nach Nahrungsversorgung weiter. Am 10. Mai wurden elf bewaffnete Russen beim Dorf durch britische Soldaten verhaftet.
Im Zweiten Weltkrieg fielen 95 Giershagener als Soldaten, davon die meisten an der Ostfront, oder starben im Lazarett.

### Nach 1945
Am 1. Januar 1975 wurde Giershagen in die neue Stadt Marsberg eingegliedert.

## Wappen
Blasonierung:

Wappen der ehemaligen Gemeinde Giershagen

Von Schwarz und Silber gespalten; vorn ein schräggestellter goldener Abtstab, überzogen von einem zweireihig rot-weiß geschachteten Schräglinksbalken (sog. Zisterzienserbalken) hinten ein stehender Mönch in schwarzer Kukulle, mit schwarzem Stab in der Rechten und schwarzem Kodex in der Linken.
Beschreibung:
In ähnlicher, wohl als Vorlage dienender Form, existiert eine Darstellung in einer Wappenkartusche, welche sich am Scheitel des Mauerbogens auf der Orgelempore der Pfarrkirche befindet. Insbesondere der linke Teil des Wappens erinnert, wie oben bereits erwähnt, an die ehemals starke Verbindung mit dem Zisterzienserorden (Wappen des Bernhard von Clairvaux) durch die ehemals auf dem Gebiet von Giershagen befindliche Abtei Bredelar, welche im Ort über Jahrhunderte die Gerichtsbarkeit ausübte und die Dorfpfarrer bestellte. Der schwarze Mönch kann als Verweis auf die Missionstätigkeit iroschottischer Benediktiner gesehen werden, welche auch das heutige Giershagener Gebiet zur Zeit der Sachsenkriege der Karolinger um das Jahr 800 christianisierten.
Die amtliche Genehmigung des Wappens in seiner heute gültigen Form erfolgte am 13. Juni 1958.

## Wirtschaftliche Verhältnisse
Im 16. Jahrhundert lassen sich um Giershagen die Erzgruben am Teufelspfad, im Eckfeld, am Wartersberg, am Arnstein, im Lülingshohl, am Beringshof und am Webel nachweisen. Diese belieferten die metallverarbeitenden Hütten der Umgebung. Im Radius von 25 km ums Dorf gab es 25 Schmelzhütten und 56 Hammerhütten. Um 1800 kam der Bergbau zum Stillstand als alle Gruben wegen Mangel an Holzkohle geschlossen wurden. Wegen des Bedarfs an Holzkohle waren in der Region die Wälder kahlgeschlagen worden. In einem Bericht über die Hungersnot von 1810 ist vermerkt, dass in den Dörfern Giershagen, Padberg und Helminghausen Dreiviertel der Einwohner in der Montanindustrie arbeiteten. Bis 1861 wurden 19 Erzgruben im Raum Giershagen und Adorf unter dem Namen Grubenfeld Christiane zusammengeschlossen. Das Erz ging an die Theodorshütte in Bredelar. Die ergiebigste, das Grubenrevier Eckefeld, gehörte aber schon seit 1848 zur Blücher AG aus Dortmund. Die Blücher AG war das erste Unternehmen aus dem Ruhrgebiet, welches im sauerländer Bergbau aktiv wurde. Das Eisenerz, mit bis zu 49,7 % Eisengehalt, wurde in Dortmund verhüttet. Die 11.000 Tonnen Eisenerz aus der Grube Eckefeld wurden mit Pferdefuhrwerken zur nächsten Bahnstation nach Warburg gefahren. 1871 wurde das Grubenfeld Christiane und die Theodorshütte von der Union AG in Dortmund übernommen. Die Industrie sorgte für den Bau der oberen Rohrtalbahn, welche 1873 in Betrieb ging. 1874 wurde dann die Rhene-Diemeltalbahn von Bredelar bis Adorf in Betrieb genommen. Täglich wurden 25 Güterwagen mit Eisenerz von Bredelar ins Ruhrgebiet geliefert. Im Dorf arbeiteten 745 Menschen im Bergbau (60 % der arbeitenden Bevölkerung). Anfang 1892 kam es zu einem Bergarbeiterstreik, weil die Löhne wegen Konkurrenzdrucks um 20 % gesenkt wurden. Bis 1900 wurden dann alle Gruben nach und nach stillgelegt. In der ersten Hälfte des 20. Jahrhunderts wurde nördlich der Ortschaft in der Coelestingrube Giershagen, am Talausgang vom Mühlental in Schürfen und Pingen das Strontium-Mineral Coelestin abgebaut. Im Dorf gibt es noch den 1873 gegründeten Knappenverein Glück Auf, den einzigen Knappenverein östlich von Dortmund, und seit 2011 den Rundwanderweg Giershagener Bergbauspuren.
Über viele Jahrhunderte überwog in Giershagen die Landwirtschaft. Die Mechanisierung der Landwirtschaft führte in den letzten Jahrzehnten zu einem weiteren Rückgang der bäuerlichen Bevölkerung. Nachdem sich ein Teil der Papierfabrik Paul Krengel (Wepa Papierfabrik) 1961 zunächst in der Schützenhalle einrichtete und seit 1968 mit einer Papierfabrik vor den Toren Giershagens angesiedelt hat, wurde Giershagen zur agrar-gewerblichen Wohngemeinde.

## Bauwerke
In der Liste der Baudenkmäler in Marsberg sind für Giershagen 18 Baudenkmale aufgeführt.

## Söhne und Töchter des Ortes
- Heinrich Papen (1645–1719) gehört zu den bedeutendsten Bildhauern des Barock in Westfalen.
- Christoph Papen (1678–1735) war ein Bildschnitzer und Bildhauer des Barock.
- Friedrich Gerlach (1856–1938), Bauingenieur, Baubeamter in Berlin, Hochschullehrer an der Technischen Hochschule Danzig und Abgeordneter des Preußischen Landtags.
- Joseph Wenzeslaus Kinold OFM (1871–1952), Japanmissionar und zunächst Apostolischer Präfekt, später Gründungsbischof der entstehenden Diözese Sapporo.
- Franz-Joseph Bartmann (* 1950), Chirurg, Präsident der Ärztekammer Schleswig-Holstein.